# Temnora eranga
Temnora eranga är en fjärilsart som beskrevs av Holland 1889. Temnora eranga ingår i släktet Temnora och familjen svärmare. Inga underarter finns listade i Catalogue of Life.